# Ауза (река)
А́уза (устар. Апруза; итал. Ausa) — река в Италии и Сан-Марино, правый приток Мареккьи. В Италии протекает по территории провинции Римини в области Эмилия-Романья, в Сан-Марино — в коммунах Борго-Маджоре и Серравалле. Длина реки составляет 22,8 км. Площадь водосборного бассейна — 72,2 км². Средний расход воды в устье с 1991 по 2011 года — 0,58 м³/с.
Ауза начинается на склонах горы Титано. Генеральным направлением течения реки является северо-восток. Впадает в Мареккью на западной окраине города Римини.
В реке водится: речной угорь, лат. Procambarus clarkii, лат. Rutilus rubilio, голавль, красноухая пресноводная черепаха.